# Николаус Грос
Николаус Грос (на немски: Nikolaus Groß) е германски римокатолик и журналист. През Втората световна война е противник на режима на Третия райх. Той е един от арестуваните за опита за убийство на фюрера Адолф Хитлер от 20 юли 1944 г., въпреки че не е замесен директно.
Екзекутиран през през 1945 г. in odium fidei „в омразата към вярата“, което позволява на папа Йоан Павел II да председателства беатификацията на убития журналист на 7 октомври 2001 г. на площад Свети Петър.

## Биография
Николаус Грос е роден в Ниедервенигерн на 30 септември 1898 г. в семейство на миньор. Кръстен на 2 октомври и посещава местното католическо училище от 1905 до 1912 г.
Грос първо работи като миньор на въглища като неговия баща от 1915 до 1920 г. През юни 1917 г. се присъединява към Синдикалния съюз на минните работници и през 1918 г. се присъединява към християнско политическо движение. На 6 юни 1919 г. се присъединява към Сдружението на миньорите „Свети Антоний“.
Завършва обучението си във вечерни курсове в Volksverein für das katholische Deutschland и през 1920 г. се отказва от миньорската си дейност и работи в Християнския минодобивен съюз (Gewerkverein Christlicher Bergarbeiter') в Оберхаузен от юли 1920 г. до чни 1921 г. От юли 1921 г. до май 1922 г. е помощник-редактор на вестникарски съюз, известен като Bergknappen в Есен. От юни 1922 г. до октомври 1922 г. работи като секретар на профсъюзите във Валденбург в Долна Силезия, а след това в Цвикау, а след това в Ботроп. През януари 1927 г. заменя длъжността да стане помощник-редактор в "Westdeutsche Arbeiterzeitung„, който е организационен орган на Katholische Arbeitnehmer-Bewegung („Католическо работническо движение“ или KAB), преди да стане генерален редактор през 1929 г. Westdeutsche Arbeiterzeitung е вестник, който критикува нацистите. След изборите през март 1933 г. той е забранен в продължение на три седмици. В началото на 1935 г. носи името Kettelerwacht и е забранен веднъж завинаги на 19 ноември 1938 г., но продължава да публикува нелегално издание, за да изложи лъжите на пропагандата. Грос поема ръководството на Düsseldorf K.A.B., защото неговият секретарски работник е призован във Вермахта. Дейностите му са свързани с пътувания, които биха му помогнали в предстоящите съпротивителни дейности. Той също представлява КАБ на католическите конференции.
Той има добри приятели от KAB, както и профсъюзите и християнските политици и всички обсъждат алтернативи на нацисткия режим в т.нар. Кьолнски кръг, който се среща в Кабер, наречен Kettelerhaus в Кьолн, не по-късно от 1942 г. Тази група работи с тези в Берлин за Карл Фридрих Гьорделер и взима участие в личните му планове, когато Адолф Хитлер отсъства.
През 1940 г. той издържа разпити и претърсвания на къщи, тъй като е наблюдаван по онова време. На 12 август 1944 г. е арестуван по около обяд във връзка с неуспешния заговор за убийството на Хитлер във Вълчата бърлога в Източна Прусия. За пръв път е заведен в Равенсбрюк и след това в Берлин в затвора Тегел (от септември 1944 г.), където жена му го посещава два пъти и съобщава за изтезанията, извършени по неговите ръце. От затвора той изпраща писма до съпругата си, включително писмото за прощаване само миг преди да умре. На 15 януари 1945 г. е осъден на смърт от германската Народна съдебна палата и е обесен на 23 януари 1945 г. в затвора Пльоцензе в Берлин. Неговите останки са кремирани и пепелта му е разпръсната в канализацията.

## Семейство
Грос се жени за Елизабет Кох (11.03.1901 – 21.02.1971) на 24 май 1923 г. Те имат 7 деца:
- Николаус Хайнрих (1925 – 2005)
- Бернардин Елизабет (1926 – 2015)
- Мариен (р. 1927)
- Лисел (р. 1929)
- Александър (р. 1931)
- Бернхард (р. 1934)
- Хелене (р. 1939)

## Беатифицкация и други отличия
Процесът на беатификация започва на 19 януари 1988 г., след като Конгрегацията по канонизацията на светци издава официалната nihil obstat на делото и е наречен Блажен като Божий служител. Теолозите одобряват съдържанието на досието на 25 май 2001 г., както и членовете на C.C.S. на 3 юли 2001 г. Папа Йоан Павел ІІ потвърждава на 7 юли 2001 г., че Грос е убит in odium fidei „в омразата към вярата“ и така беатифицира Грос на площад Свети Петър на 7 октомври 2001 г.
Има музей, посветен на Николаус Грос в Ниедервенигерн. През 1948 г. в негова чест е кръстена улица в Кьолн, както и улици в Берлин и Есен. На него е посветен параклис на 10 октомври 2004 г. и паметник в Гелзенкирхен-Буер на 26 октомври 2003 г.